# 음악 매크로 언어
음악 매크로 언어(Music Macro Language, MML)는 컴퓨터 및 비디오 게임 시스템에서 음악 순서를 지정하는 데 사용되는 음악 기술 언어이다.

## 배경
초기 자동 음악 생성 기능은 컴퓨터 사운드를 많이 사용하는 아케이드 게임에 사용되었다. 음악이 포함된 초기 인기 아케이드 게임의 예로는 1977년 엑시디(Exidy Corporation)의 서커스(Circus)가 있다.
일본 비디오 게임의 붐은 1978년 타이토의 스페이스 인베이더가 일본 게임 센터(전자오락실)에 등장하면서 시작되었다.
음악은 모두 독점(비공개 소스)이었다. 인텔이 1978년에 출시한 프로그래밍 가능 간격 타이머는 중요한 의미를 갖는다. 인텔 8253 모드 3 구형파 발생기는 1978년 5월 일본에서 제조된 샤프의 키트 컴퓨터 MZ-40K(Microcomputer Doctor)에서 음악용으로 사용되었다. 또 다른 마이크로 컴퓨터 BASIC MASTER MB-6880(ja) BASIC 마스터는 5Bit D/A 변환기 음악 자동화 참조 신호를 사용했다. 또한 BASIC 소프트웨어를 사용하여 생성하는 방법을 개발하는 것도 중요했다. 이 기계는 히타치 제작소에서 조립되었으며 1978년 9월에 일본에서 제작되었다.
MZ-40K는 개방형 아키텍처와 프로그램 소스를 특징으로 하므로 일종의 오픈 소스 소프트웨어였다.

## 같이 보기
- 칩튠
- 전자 음악
- HTML5 오디오
- MIDI